# 満州の星くずと散った子供たちの遺書 新京敷島地区難民収容所の孤児たち
『満州の星くずと散った子供たちの遺書 新京敷島地区難民収容所の孤児たち』（まんしゅうのほしくずとちったこどもたちのいしょ しんきょうしきしまちくなんみんしゅうようしょのこじたち）は、増田昭一による日本のノンフィクション書籍。1998年に出版された。第二次世界大戦後、旧満州国の難民収容所で生きた子供たちを描いた作品である。
増田昭一著による本作、『戦場のサブちゃんとゴン』、『約束』の3作品を原作として、2014年に『遠い約束〜星になったこどもたち〜』としてテレビドラマ化された。

## 書誌情報
- 満州の星くずと散った子供たちの遺書 新京敷島地区難民収容所の孤児たち（1998年8月、夢工房、ISBN 978-4-946513-46-6）

## テレビドラマ
『遠い約束〜星になったこどもたち〜』（とおいやくそく ほしになったこどもたち）と題し、「“終戦69年”ドラマ特別企画」としてTBS系の「テレビ未来遺産」シリーズで2014年8月25日（月曜日）の21:00 - 23:09に放送されたスペシャルドラマ。
東京ドラマアウォード2015で、単発ドラマ部門優秀賞を受賞。
ドラマ冒頭には松山ケンイチが中国の長春を訪れ、当時を知る証言者たちに話を聞くドキュメンタリーも放送された。

### キャスト
- 戸田英一 - 松山ケンイチ
- 水野有希子 - 二階堂ふみ
- 佐竹三郎 - 加藤清史郎
- 田中さとみ - 山田望叶
- 中村龍也 - 高澤父母道
- 上田豊 - 森遥野
- 松原友之・旬 - 五十嵐陽向
- 松原喜代美 - 深田恭子
- 水野有枝 - 伊藤かずえ
- 中山勇 - 柄本時生
- 松原友之 - 前田吟
- 山崎正治 - 笹野高史
- 戸田英一（現代） - 宝田明（特別出演）
- 戸田英朗（英一の父） - 椎名桔平（友情出演）
- 村松利史、森下能幸、井上肇、前田淳、須田邦裕、渡辺卓、江上敬子（ニッチェ）、大川明子、渡邉空美、張天翔ほか

### スタッフ
- 原作 - 増田昭一 『満州の星くずと散った子供たちの遺書 新京敷島地区難民収容所の孤児たち』、『戦場のサブちゃんとゴン』、『約束』（夢工房）
- 脚本 - 永田優子
- 監修 - 加藤聖文
- 演出 - 土井裕泰（TBSテレビ）
- 音楽 - 清塚信也
- 軍事監修 - 長谷部浩幸
- 軍事指導 - 越康広、金子昌弘
- 落語監修 - 三笑亭夢吉（現：2代目三笑亭夢丸）
- 操演 - 羽鳥博幸
- ガンエフェクト - 納富貴久男
- ロケ協力 - 栃木県フィルムコミッション、ロケーション御殿場、いばらきフィルムコミッション、常総市フィルムコミッション、上海车墩影視基地　ほか
- 制作管理 - イメージフィールド
- 協力 - 日本赤十字社、日本長春会
- 総合プロデューサー - 戸田郁夫・那須田淳（TBSテレビ）
- プロデューサー - 鈴木早苗・平田さおり（TBSテレビ）
- 制作 - 十二竜也・那須田淳（TBSテレビ）
- 製作著作 - TBS